# Línia R4 (Rodalia de Barcelona)
La línia R4 és un servei ferroviari de rodalia que forma part de Rodalies de Catalunya, que opera Renfe Operadora i que circula per les línies de ferrocarril d'ample ibèric propietat d'Adif. Aquest servei enllaça les estacions de Sant Vicenç de Calders (via Vilafranca del Penedès) i Manresa.
Els trens que hi circulen poden tenir com a destinacions, a més de les estacions de les capçaleres de la línia, les de Vilafranca del Penedès, Martorell Central o l'Hospitalet de Llobregat (cap al sud) i l'estació de Terrassa (al nord-est). Comparteix recorregut entre Terrassa Estació del Nord i Manresa amb els trens de la línia de rodalia de Lleida RL4.

## Història

### Rodalies

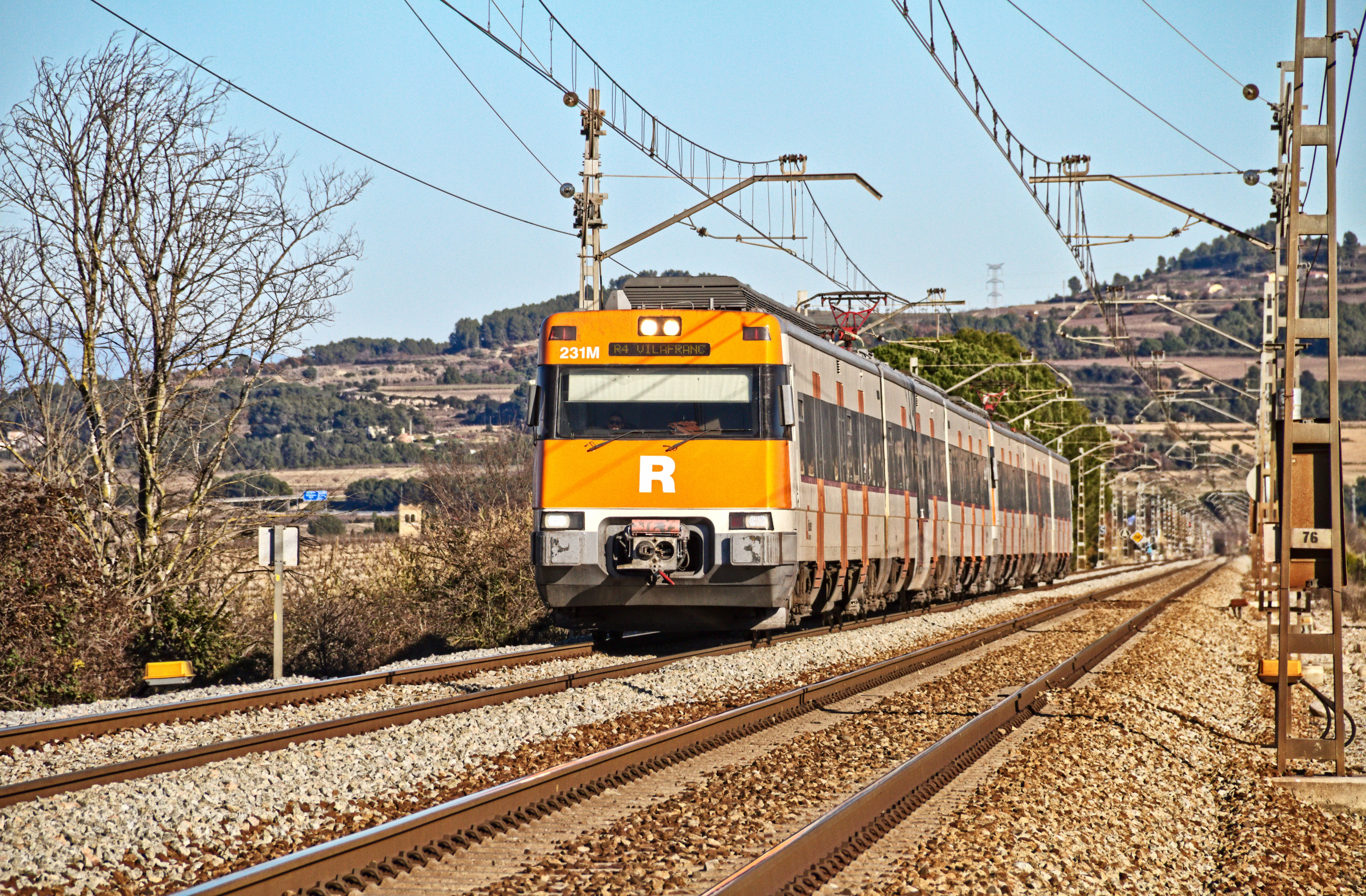
R4 destinació Vilafranca al seu pas per Lavern.

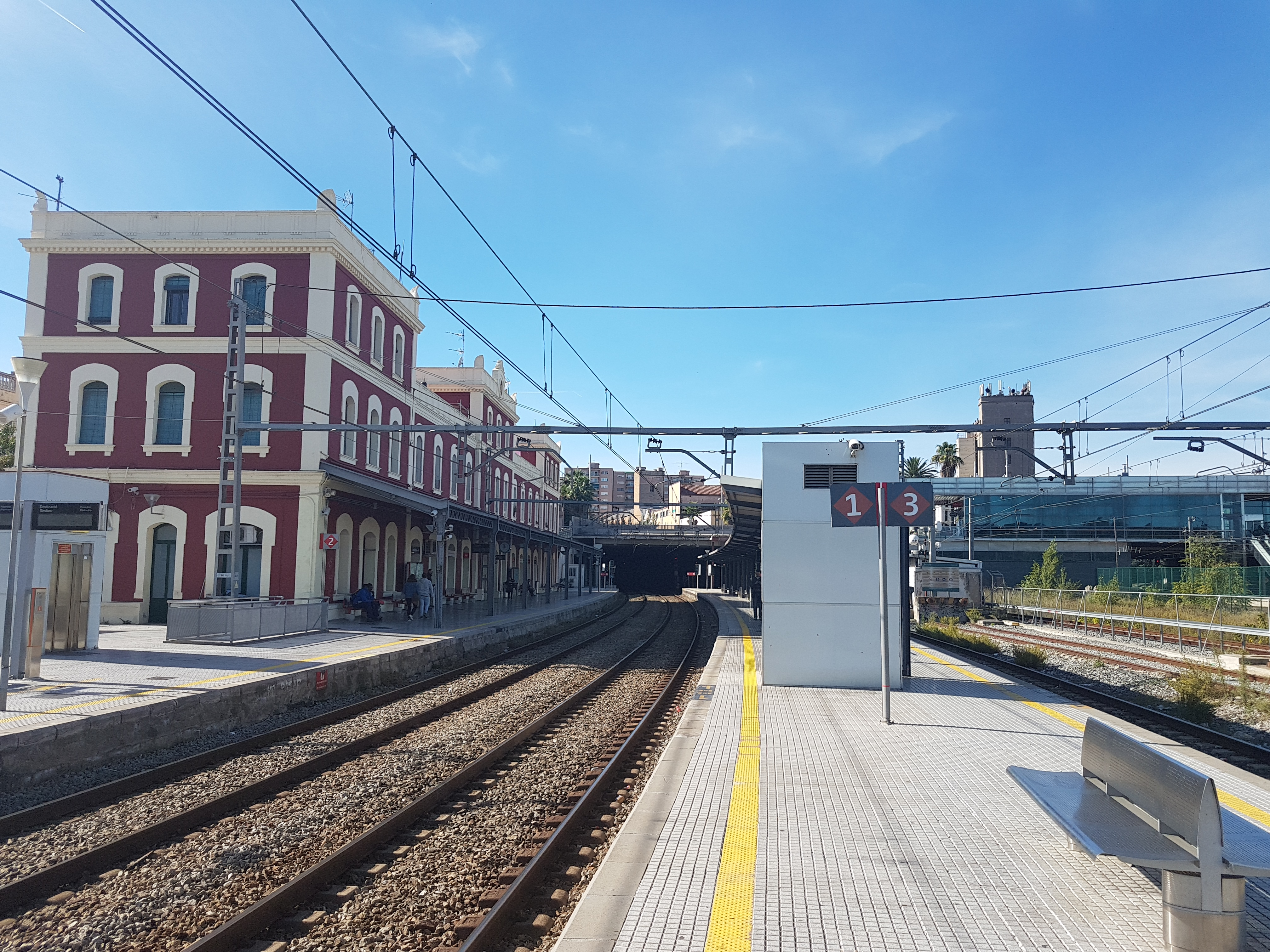
Estació de Martorell.

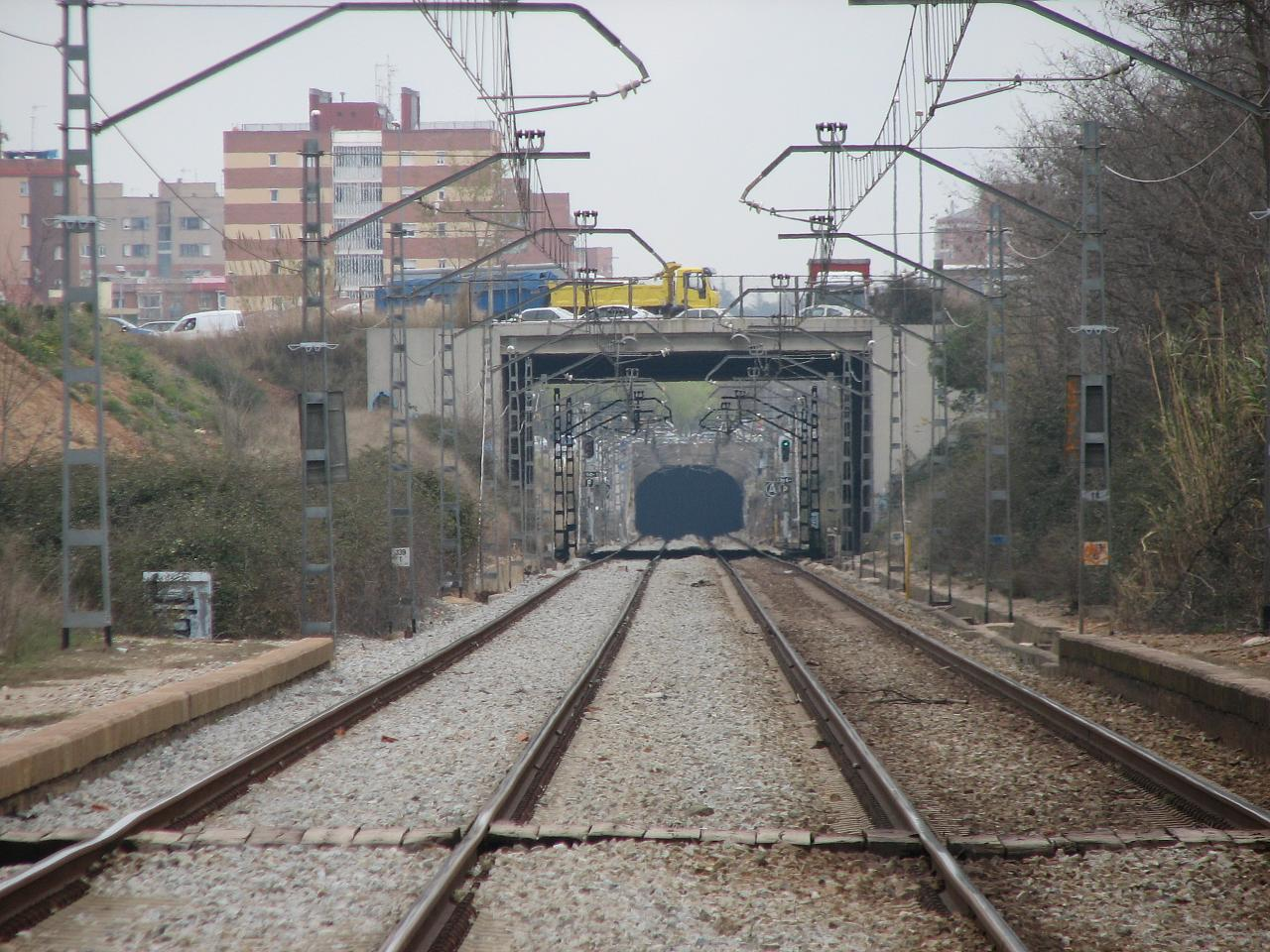
Entrada al túnel de Sabadell des de Terrassa.

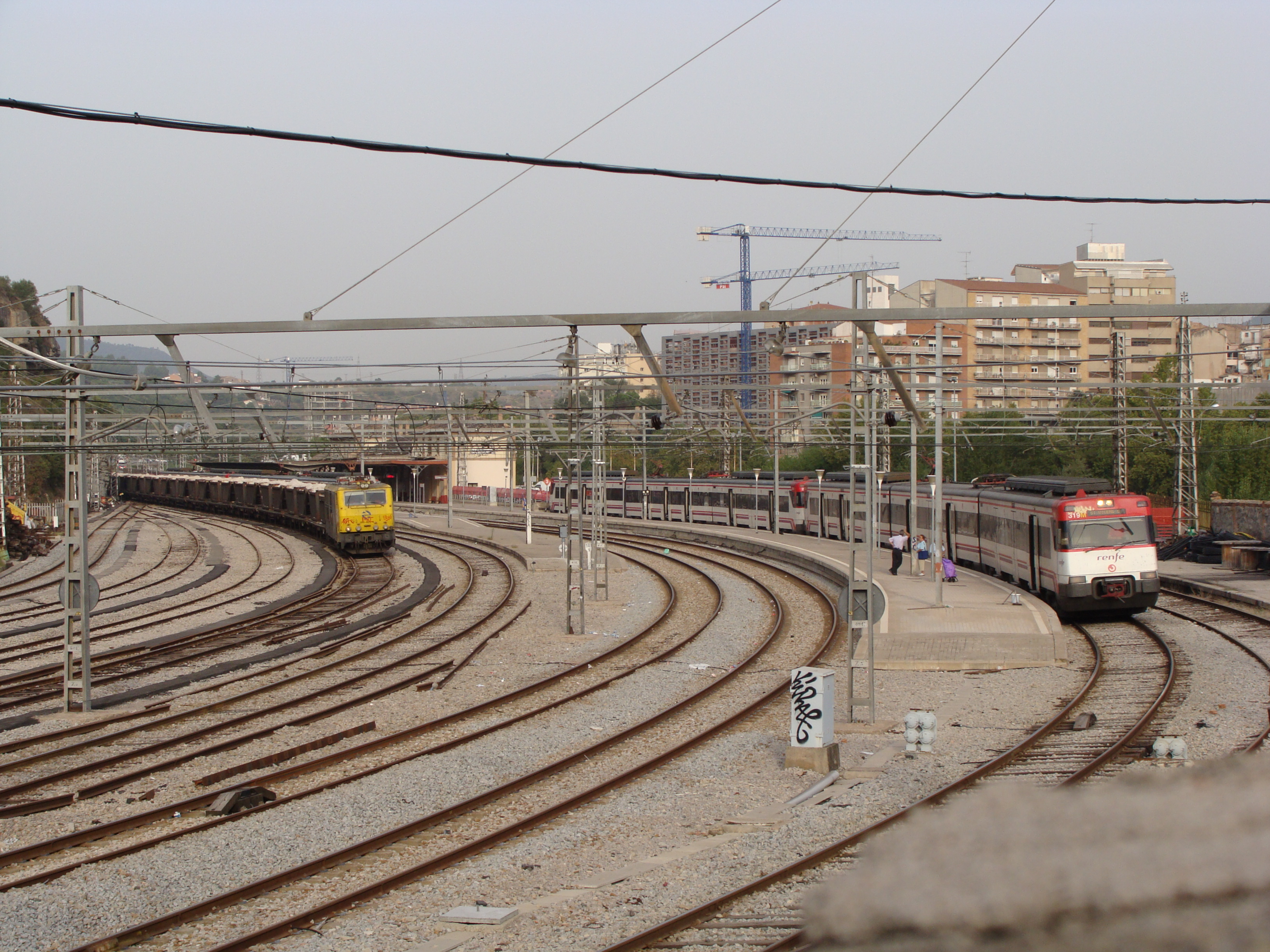
Estació de Manresa.

El 1980 RENFE va crear Cercanías com a part d'un pla de millores (Plan General Ferroviario) per a "esborrar la mala imatge de Renfe". Es varen establir 162 serveis de rodalia nous i se'n van millorar millora d'altres ja existents, un conjunt d'actuacions que varen suposar la modernització de la xarxa. L'any 1984 la companyia s'organitzà en unitats de negoci i es creà Cercanías Renfe —posteriorment, a Catalunya, Rodalies Renfe—, un servei que fou reorganitzat i redissenyat l'any 1985.
Com que la nomenclatura dels serveis de rodalia de Renfe Operadora feia servir de primer una C (de Cercanías) per a numerar les línies, en aquest cas se'n deia C4. Posteriorment els codis amb C van conviure amb la R de Rodalies fins que la gestió del servei de "Rodalies Barcelona" va ser traspassat efectivament a la Generalitat de Catalunya l'1 de gener de 2010 i des de llavors la lletra R va passar a ser l'única lletra distintiva dels serveis de rodalia de Barcelona.

### Línia
La història de la línia R4 de Manresa a Barcelona i Sant Vicenç de Calders té dues etapes molt diferenciades, que corresponen respectivament a les seccions de Manresa a Barcelona i de Barcelona a Sant Vicenç de Calders.
Els orígens de la línia de Barcelona a Sant Vicenç de Calders es remunten al 1854, quan es va inaugurar el primer tram del ferrocarril de Barcelona a Martorell, que s'iniciava a la primitiva estació de la plaça de Catalunya i arribava fins a Molins de Rei, però molt aviat fou ampliat fins a l'estació provisional de Martorell l'any 1856, i el tren va travessar el riu Llobregat i arribà a l'estació definitiva de Martorell l'any 1859. Més endavant la línia seria ampliada fins a Tarragona (1865) i es modificaria la seva entrada a Barcelona per mitjà d'un nou traçat per la rasa del carrer d'Aragó, cosa que permetia que els trens arribessin fins a l'estació de França. Posteriorment la línia va ser progressivament modernitzada, amb la construcció de noves seccions de via doble o l'entrada en servei de la tracció elèctrica.
Per la seva part, la línia de Manresa a Barcelona té els seus orígens en la construcció de la línia de Barcelona a Lleida, el primer tram de la qual, de Montcada a Sabadell, va ser inaugurat el 1855. Més endavant van entrar en servei les seccions de Sabadell a Terrassa (1856), de Terrassa a Manresa (1859) i la successiva ampliació fins a Lleida (1860). El 1862 es va construir una nova línia directa entre Montcada i l'Estació del Nord de Barcelona, ja que fins llavors els trens utilitzaven les vies de la línia de Granollers per arribar fins a Barcelona. Amb el pas dels anys la línia seria modernitzada, amb actuacions tan destacables com la seva electrificació (1928) o la seva prolongació subterrània fins a la plaça de Catalunya.

## Característiques generals
Transporta 29 milions de passatgers per any. Hi ha una mitjana de 134.213 viatgers en dia laborable i circulen una mitjana de 162 trens cada dia laborable de les sèries 447 i 465. Un total de 143 quilòmetres de longitud fent parada a 39 estacions. Té connexions amb les línies R1, R2, R3, R7 i R8 i serveis regionals de Rodalies de Catalunya, serveis d'alta velocitat i llarga distància, FGC, metro de Barcelona i Funicular de Gelida.
El servei transcorre principalment per les següents línies de ferrocarril:
- Línia Barcelona-Manresa-Lleida, entre Barcelona i Manresa.
- Línia Barcelona-Vilafranca-Tarragona, entre Barcelona i Sant Vicenç de Calders.

Les estacions terminals són Sant Vicenç de Calders, Vilafranca del Penedès, Martorell o l'Hospitalet de Llobregat al sud, i al nord ho poden ser Terrassa o Manresa.

## Estacions
Hi ha vuit estacions de la línia que estan incloses en l'Inventari del Patrimoni Arquitectònic Català: 
- Cornellà Centre
- Sabadell Centre
- Sant Feliu de Llobregat
- Terrassa
- El Vendrell
- Molins de Rei
- Vilafranca del Penedès
- Cerdanyola del Vallès

| Estació                                          | Municipi                     | Correspondències | Zona         | Zona ATM     |
| ------------------------------------------------ | ---------------------------- | ---------------- | ------------ | ------------ |
| Sant Vicenç de Calders                           | El Vendrell                  |                  | 6            | 6A           |
| El Vendrell                                      | El Vendrell                  |                  | 6            | 6A           |
| L'Arboç                                          | L'Arboç                      |                  | 6            | 5B           |
| Els Monjos                                       | Santa Margarida i els Monjos |                  | 5            | 4B           |
| Vilafranca del Penedès                           | Vilafranca del Penedès       |                  | 5            | 4B           |
| La Granada                                       | La Granada                   |                  | 5            | 4B           |
| Lavern-Subirats                                  | Subirats                     |                  | 4            | 3B           |
| Sant Sadurní d'Anoia                             | Sant Sadurní d'Anoia         |                  | 4            | 3B           |
| Gelida                                           | Gelida                       |                  | 4            | 3B           |
| Martorell Oest                                   | Martorell                    |                  | 3            | 3B           |
| Martorell Central                                | Martorell                    |                  | 3            | 3B           |
| Castellbisbal                                    | Castellbisbal                |                  | 3            | 2B           |
| El Papiol                                        | El Papiol                    |                  | 2            | 2B           |
| Molins de Rei                                    | Molins de Rei                |                  | 2            | 2B           |
| Sant Feliu de Llobregat                          | Sant Feliu de Llobregat      |                  | 2            | 1            |
| Sant Joan Despí                                  | Sant Joan Despí              |                  | 1            | 1            |
| Cornellà                                         | Cornellà de Llobregat        |                  | 1            | 1            |
| L'Hospitalet de Llobregat                        | L'Hospitalet de Llobregat    |                  | 1            | 1            |
| Torrassa                                         | L'Hospitalet de Llobregat    |                  | 1            | 1            |
| Sants                                            | Barcelona                    |                  | 1            | 1            |
| Plaça de Catalunya                               | Barcelona                    |                  | 1            | 1            |
| Arc de Triomf                                    | Barcelona                    |                  | 1            | 1            |
| La Sagrera-Meridiana                             | Barcelona                    |                  | 1            | 1            |
| Fabra i Puig                                     | Barcelona                    |                  | 1            | 1            |
| Torre Baró \| Vallbona                           | Barcelona                    |                  | 1            | 1            |
| Montcada Bifurcació                              | Montcada i Reixac            |                  | 1            | 1            |
| Montcada i Reixac - Manresa                      | Montcada i Reixac            |                  | 1            | 1            |
| Montcada i Reixac - Santa Maria                  | Montcada i Reixac            |                  | 1            | 1            |
| Cerdanyola del Vallès                            | Cerdanyola del Vallès        |                  | 2            | 2C           |
| Barberà del Vallès                               | Barberà del Vallès           |                  | 2            | 2C           |
| Sabadell Sud                                     | Sabadell                     |                  | 3            | 2C           |
| Sabadell Centre                                  | Sabadell                     |                  | 3            | 2C           |
| Sabadell Nord                                    | Sabadell                     |                  | 3            | 2C           |
| Sabadell Can Llong                               | Sabadell                     |                  | 3            | 2C           |
| Castellarnau                                     | sense servei                 | sense servei     | sense servei | sense servei |
| Torrebonica                                      | sense servei                 | sense servei     | sense servei | sense servei |
| Terrassa Est                                     | Terrassa                     |                  | 4            | 3C           |
| Terrassa Estació del Nord                        | Terrassa                     |                  | 4            | 3C           |
| Terrassa Can Boada                               | Terrassa                     |                  | 4            | 3C           |
| Sant Miquel de Gonteres - Viladecavalls          | Viladecavalls                |                  | 4            | 3C           |
| Viladecavalls                                    | Viladecavalls                |                  | 4            | 3C           |
| Olesa de Montserrat                              | sense servei                 | sense servei     | sense servei | sense servei |
| Vacarisses-Torreblanca                           | Vacarisses                   |                  | 4            | 4E           |
| Vacarisses                                       | Vacarisses                   |                  | 5            | 4E           |
| Castellbell i el Vilar - Monistrol de Montserrat | Castellbell i el Vilar       |                  | 5            | 5E           |
| Sant Vicenç de Castellet                         | Sant Vicenç de Castellet     | R50              | 5            | 5E           |
| Castellgalí                                      | sense servei                 | sense servei     | sense servei | sense servei |
| Els Comtals                                      | sense servei                 | sense servei     | sense servei | sense servei |
| Manresa                                          | Manresa                      |                  | 6            | 6C           |

## Futur
Es preveu que la línia deixi de donar servei en el tram l'Hospitalet de Llobregat - Vilafranca - Sant Vicenç de Calders, servei que incorporaria la R2 que passaria a deixar de passar per la costa en el seu tram sud i, per tant, en la totalitat del seu recorregut passaria per l'interior.
La línia R4 enllaçaria l'estació de Manresa amb Barcelona i finalitzarà el seu recorregut a l'Aeroport.